# Академика Клинчени
ФК „Академика“ (на румънски: Fotbal Club Academica Clinceni) е футболен клуб от град Клинчени, окръг Илфов, Румъния, основан през 2005 г.
Позат е още като Академика Клинчени или само Клинчени. През 2019 г. тимът влиза за пръв път в историята си в Лига I.

## Успехи
- Лига II (2 ниво)
  -  Второ място (1): 2018/19
- Лига III (3 ниво)
  -  Шампион (1): 2011/12
  -  Второ място (1): 2007/08

## Предишни имена
| Години      | Име                                   |
| ----------- | ------------------------------------- |
| 2005 – 2009 | КС Буфтя CS Buftea                    |
| 1996 – 1997 | АКС Буфтя ACS Buftea                  |
| 2013 – 2014 | ФК Клинчени FC Clinceni               |
| 2014 – 2015 | Академика Арджеш Academica Argeș      |
| от 2015     | Академика Клинчени Academica Clinceni |

## Български футболисти
- Георги Пашов: 2020/21 (44 мача - 1 гол)
- Цветелин Чунчуков: 2020/21 (31 мача - 6 гола)
- Асен Чандъров: 2020/21 (35 мача - 3 гола)
- Мартин Тошев: 2021 (1 мач - 0 гола)
- Владимир Гогов: 2021/22 (10 мач - 0 гола)
- Александър Цветков: 2022 (15 мача - 0 гола)